# Префіксальне словотворення
Префікса́льне словотво́рення, префікса́ція — спосіб словотворення за допомогою префіксів.
Специфіка цього типу словотвору полягає у тому, що префікси як словотворчі форманти приєднуються до цілого слова, утворюючи нові слова того самого лексико-граматичного класу (частини мови): читати — дочитати, мова — промова, дід — прадід, чудовий — пречудовий, вчора — позавчора.
Префіксальне словотворення найширше використовується для утворення дієслів, рідше — іменників, прикметників та прислівників. У префіксальному дієслівному словотворенні беруть участь як питомі слов'янські префікси, що розвинулись із відповідних прийменників, так і новіші, запозичені, серед яких де-(дез-), ре- (напр.: прийти, перекотити, деморалізувати, дезінформувати, реорганізувати).
У префіксальному словотворенні іменників і прикметників простежуються дві тенденції:
1. втрата продуктивності й семантичної виразності питомих іменних префіксів пра-, па-, су-;
2. розширення словотвірних можливостей префіксів, співвідносних із прийменниками, та запозичених.

У префіксальному словотворі іменників активізувалися префікси під- (підвид, підтип) та над- (надпотужність, надвиробництво), у префіксальному словотворі прикметників — про- (проукраїнський, проєвропейський) та за- (заскладний, замудрий). До продуктивних префіксів іншомовного походження належать анти-, архі-, де- (дез-), екстра-, супер-, ультра- (антивірус, антиукраїнський, архізлочин, архіінертний, дегідриди, постчорнобильський, супершвидкий, ультраправий). Набір їх поповнюється за рахунок префіксоїдів — десемантизованих компонентів складних слів, зокрема мікро-, міні-, макро-, полі- та інші: мікроавтобус, мікроекономіка, мікрохірургія, мікрорайон, мінімаркет, міні-блок; макроструктура, макроекономіка, полікислоти, полівітаміни.